# سرجیو لوئیز دونیزتی
سرجیو لوئیز دونیزتی (به پرتغالی: Sérgio Luís Donizetti) مهاجم اهل برزیل است که در شهر کمپیناس و در تاریخ ۷ سپتامبر ۱۹۶۴ به دنیا آمده‌است.
سرجیو لوئیز دونیزتی در تیم‌های فوتبال Guarani FC سابقهٔ حضور دارد.